# Troncho y poncho
Las Aventuras de Troncho y Poncho (o Simplemente Troncho y Poncho) es una Web serie animada y Educativa que enseña Matemáticas.

## Historia
Troncho y poncho comenzó el 28 de enero de 2011, cuando José Luis y Ángel González Fernández, hermanos de Ciudad Real, y estudiantes de física y matemática de la Universidad Complutense de Madrid, decidieron Subir a su -en aquel momento ya existente- canal de YouTube el primer episodio de las Aventuras de Troncho y Poncho, ''Potencias''.

## Personajes
Poncho es un personaje con el pelo rapado, su nivel de matemáticas es adecuado, y suele hablar en un Tono que denota poca seriedad. Troncho lleva el pelo verde, y su nivel de matemáticas es nulo, además de tener un tono Jocoso.
También hay personajes Secundarios, unos ejemplos pueden ser Pancha, una Chica de Pelo largo de color negro y Vestido Rosado con una Calavera, el Abuelo de Poncho, que viste de gris y tiene el pelo blanco y Chipi, un Chico de pelo corto castaño, ropa marrón y que usa anteojos.

## Repercusión
La serie llegó a ser el canal Educativo de YouTube más seguido de España, hasta que fue superado por Derivando (de Eduardo Sáenz de Cabezón).[cita requerida] Durante el confinamiento por la pandemia de COVID-19, fue recomendado por periódicos como el Servicio de Información y Noticias Científicas, o el Gobierno de Canarias. Es usado como recurso por varios profesores de matemáticas.